# Arne Selmosson
Bernt Arne Gunnar "Månstrålen" Selmosson, född 29 mars 1931, död 19 februari 2002, var en svensk fotbollsspelare (forward). Han var med i landslaget som tog silver vid fotbolls-VM 1958 och spelade tio säsonger som proffs i Italien.

## Biografi

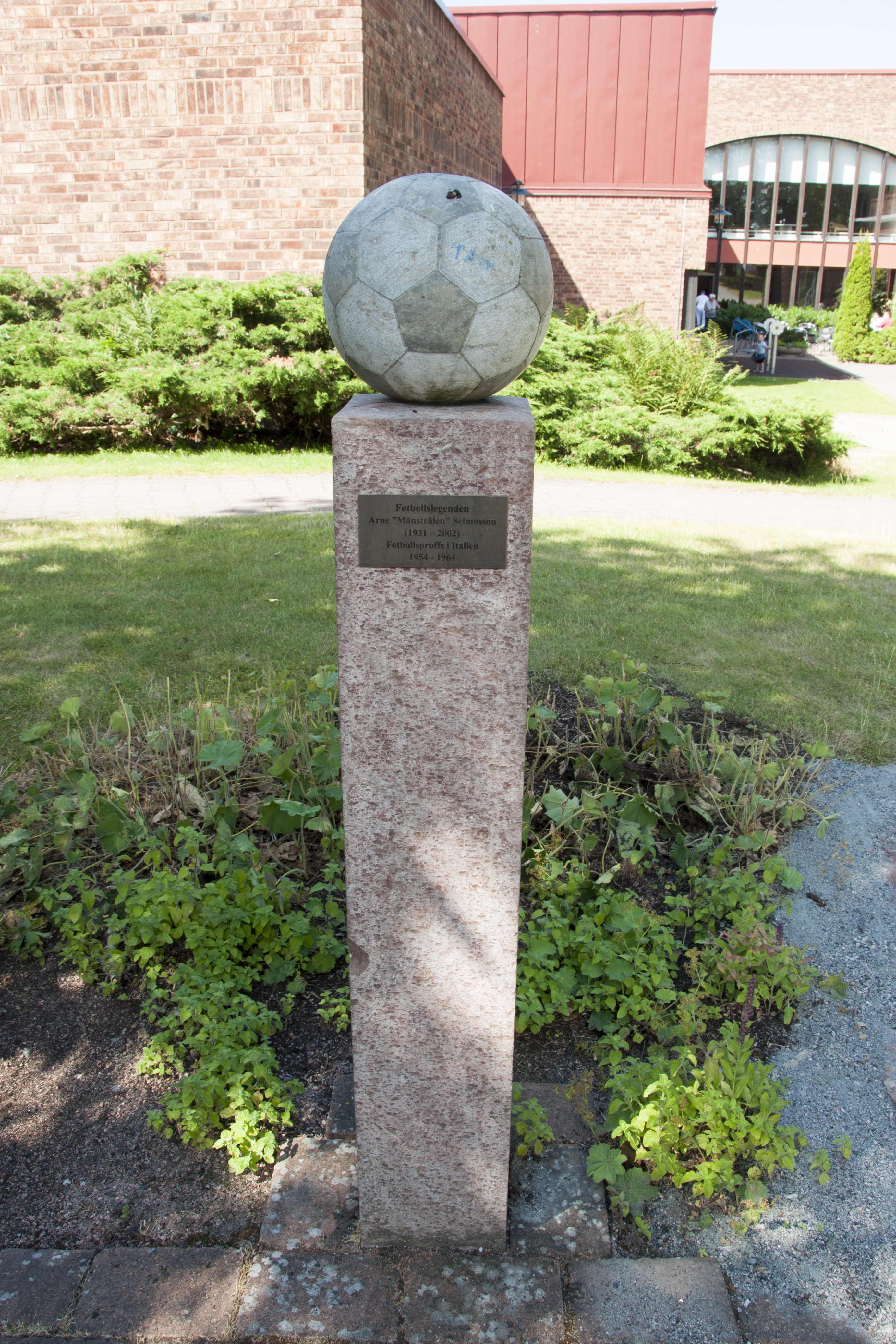
Minnesmärke över Arne Selmosson i Götene.

Selmossons moderklubb var Sils IF från Götene i Västergötland. Efter att ha spelat allsvenskt i Jönköpings Södra IF 1950–1954 inledde han den italienska karriären i Udinese 1954–1955. Därefter fortsatte han till SS Lazio 1955–1958 och AS Roma 1958–1961, varefter han återvände till Udinese, där han spelade mellan 1961 och 1964. Han är än idag bland de främsta i den tabell som redovisar de mesta nordiska målskyttarna under de italienska proffskarriärerna. Under de tio säsongerna svarade han för 93 mål på 295 seriematcher. Hans 81 mål i Serie A placerar honom på delad femteplats på listan över svenska målskyttar i den italienska förstaligan.  Selmosson var under lång tid den ende spelare någonsin som gjort mål för både Lazio och Roma i derbyt mellan huvudstadens klubbar (kallat "Derby della Capitale"), fram till att serben Aleksandar Kolarov upprepade bedriften genom att i september 2018 göra ett mål för sitt Roma i det derbyt. Arne Selmosson fick vara ensam om företeelsen i 60 år. Totalt svarade Selmosson för fem derbymål.
Den bästa italienska ligaplaceringen under karriären blev andraplatsen med Udinese 1955, då Selmosson gjorde 14 mål på 34 matcher. Det är alltjämt klubbens bästa ligaplacering någonsin. Selmosson, som i Italien fick smeknamnet "Raggio di Luna" ("Månstrålen"), nådde även framskjutna placeringar med Lazio och Roma. Efter tiden i Italien var han bland annat spelande tränare i Skövde AIK, som han förde från division fyra till division två, och i Götene IF. I Götene, dit han återvände direkt efter karriären i Italien, drev han under många år en sportaffär.
Selmosson spelade fyra A-landskamper (ett mål).

## Eftermäle
Selmosson är invald i Svensk fotbolls Hall of Fame som nummer 45.
I april 2006 lämnades det in en motion till Götene kommunfullmäktige från ledamoten Fredrik Larsson (S) där han föreslog att kommunen skulle utreda olika alternativ för någon form av minnesmärke över Arne Selmosson. I november 2008 beslutade kommunstyrelsen i Götene att ett sådant skulle sättas upp. Minnesmärket, i anslutning till kommunalhuset, invigdes den 25 september 2009 i närvaro av bland andra, utöver familjen, förbundsordförande Lars-Åke Lagrell och Thomas Nordahl, vän till familjen Selmosson. Minnesmärket består av en pelare med en boll på samt skriftlig information om Arne Selmosson.